# Garcinia clarensis
Garcinia clarensis är en tvåhjärtbladig växtart som beskrevs av A. Borhidi. Garcinia clarensis ingår i släktet Garcinia och familjen Clusiaceae. Inga underarter finns listade i Catalogue of Life.